# Prêmio Theodor W. Adorno
O Prêmio Theodor W. Adorno é um prêmio alemão concedido pela cidade Frankfurt am Main a personalidades que mais se destacaram em filosofia, música, teatro e cinema.
Foi instituido em Frankfurt am Main, no ano de 1977, em homenagem ao importante pensador Theodor Ludwig Wiesengrund-Adorno (1903—1969), que foi: sociólogo, filósofo, músico, crítico, compositor e membro da Escola de Frankfurt.
O prêmio é concedido a cada três anos, no dia 11 de setembro, aniversário de Theodor W. Adorno. O seu valor pecuniário é de 50000 euros.

## Laureados
- 1977: Norbert Elias (sociólogo)
- 1980: Jürgen Habermas (sociólogo)
- 1983: Günther Anders (filósofo)
- 1986: Michael Gielen (compositor)
- 1989: Leo Löwenthal (sociólogo)
- 1992: Pierre Boulez (compositor)
- 1995: Jean-Luc Godard (cineasta)
- 1998: Zygmunt Bauman (sociólogo)
- 2001: Jacques Derrida (filósofo)
- 2003: György Ligeti (compositor)[2]
- 2006: Albrecht Wellmer (filósofo)
- 2009: Alexander Kluge (cineasta)
- 2012: Judith Butler (filósofa)[1]
- 2015: Georges Didi-Huberman (historiador de arte)[3]
- 2018: Margarethe von Trotta (cineasta)[4]